# ميجا مان زيرو 4
ميغا مان زيرو 4 (بالإنجليزية: Mega Man Zero 4)‏ المعروفة في اليابان باسم روك مان زيرو 4 (باليابانية: ロックマン ゼロ2) أو (بالإنجليزية: Rockman Zero 4)‏، من أخر أجزاء سلسلة ميجا مان زيرو، وهي لعبة إلكترونية من نوع أكشن-مغامرات وتصويب منظور الأشخاص، طورت من قبل إنتي كريتزونشرت من قبل كابكوم سنة 2005.